# Елементарна математика
Елемента́рна матема́тика — сукупність розділів, задач і методів математики, що не використовують загальні поняття змінної, функції, границі, множини. Елементарна математика використовує поняття, що склались до появи математичного аналізу. Вона охоплює в основному арифметику і так звану елементарну теорію чисел,  елементарну алгебру, елементарну геометрію, тригонометрію. До речі «елементарна теорія чисел», зовсім не є елементарною з точки зору простоти.
В іншому трактуванні, яке, мабуть, найвідоміше, елементарна математика, на відміну від вищої математики — це основи математики, що вивчаються переважно у школі.

## Числа та лічба
- Лічба
- Десяткова система числення
- Чотири арифметичні дії
- Абак
- Ділення стовпчиком
- НСД та НСК
- Дріб та Співвідношення
- Оцінка та Апроксимація

## Фізичні величини
- Час та 12/24 годинний формат
- День, тиждень, місяць, рік
- Вимірювання, одиниця вимірювання
- Довжина, ширина, висота (метри та сантиметри)
- Відстань (кілометри)
- Маса і об'єм (кілограм і літр)
- Температура
- Площа і периметр

## Рівняння і формули
- Рівняння
- Формула
- Лінійне рівняння
- Квадратне рівняння

## Планіметрія
- Відрізок
- Трикутник
- Чотирикутник
- Многокутник
- Коло

## Аналітична геометрія
- Система координат
- Декартова система координат
- Двовимірний простір
- Рівняння кола
- Рівняння еліпса
- Рівняння прямої

## Степінь, корінь, логарифм
- Піднесення до степеня
- Корінь (математика)
- Логарифм

## Стереометрія
- Стереометрія
- Піраміда (геометрія)
- Циліндр
- Конус
- Сфера
- Призма (математика)

## Тригонометрія
- Тригонометрія
- Синус
- Косинус
- Тангенс
- Котангенс